# Джанджауид
Джанджауид или Джанджавид (на арабски جنجويد) е Суданска проправителствена паравоенна организация. Организацията действа най-вече в областта Дарфур, Западен Судан и се състои предимно от бедуини, изповядващи исляма и говорещи арабски език.
Името Джанджауид идва от арабски думи за човек извън закона, пушка и кон.

## История
Джанджауид е наследник на милициите на племената „Багара“((en)), които са създадени и въоръжени от централното правителство в Хартум през 1980-те години и са използвани в конфликта в южните части на Судан.
В наши дни Джанджауид са основен инструмент в политиката на суданското правителство за етническо прочистване на районите традиционно населени от неарабско и немюсюлманско население, основно в Дарфур. Показателно за това е обвинението от Международния наказателен съд към вече бившия водач на Джанджауид - Али Абдул Рахман (Ali Muhammad Ali Abd-Al-Rahman, известен и като Ali Kushayb).